# 미오야마국
미오야마국(彌烏邪馬國)은 삼국지 위지 동이전 한전에 수록된 변한12국 중의 하나이다.

## 위치
조선시대의 실학자인 한진서의 견해를 시작으로 이병도와 천관우 등은 미오야마국을 경상북도 고령군이라 하여 대가야의 전신이라 하였고,일반적으로 고령군 설이 받아들여지고 있다. 하지만 일각에서는 경상남도 창원시설이 주창되고 있다.
창원지역이 금관가야의 세력권에 들어가면서 미오야마국의 이름이 외국에서 가야를 이르는 이름인 임나(任那), 미마나의 어원(語原)이 되었다는 설도 있다.
실제로 일본서기에 의하면 고령지방의 가야소국의 이름은 반파국(伴跛國)이라고 하고 성주군에 있었다는 반로국(半路國)이 반파국의 오기라는 점을 생각하면 반파국, 반로국이 대가야가 되고 옛 고령군에는 반파국이 엄존하므로 미오야마국- 고령군 설은 설득력이 떨어진다.
처음에 미오야마국으로 시작한 창원시일대의 소국이 포상팔국의 골포국을 거쳐 후기가야의 탁순국이 되었다고 이해할 수도 있을 것이다.

## 같이 보기
- 골포국

- 탁순국